# Munnar
Munnar (Malayalam: മൂന്നാർ Mūnnār [ˈmuːnːɑːr]) ist ein Ort in den Westghats in Kerala im Südwesten Indiens. Er ist bekannt für die den Ort kilometerweit umgebenden Teeplantagen und daher ein beliebtes touristisches Reiseziel. Der Ort ist eine Hill Station, die schon während der britischen Kolonialzeit eine bei Militärs und Beamten gleichermaßen beliebte Sommerfrische war.

## Geographie
Munnar liegt am Zusammenfluss der Flüsse Muthirappuzha, Nallathanni und Kundaly auf einer Höhe von ca. 1500 bis 1600 Metern. Der Name Munnar wurde daher wahrscheinlich aus den Malayalam-Wörtern munu („drei“) und aru („Fluss“) abgeleitet.
Der Panchayat Munnar hat eine Fläche von fast 557 km² und ist damit der größte Panchayat im Distrikt Idukki. Er gehört zum Block Devikulam.
Die nächsten größeren Bahnhöfe befinden sich in Ernakulam und Aluva (ca. 110 km Straße). Der nächstgelegene Flughafen ist Flughafen Kochi in 105 km Entfernung.

## Sehenswürdigkeiten

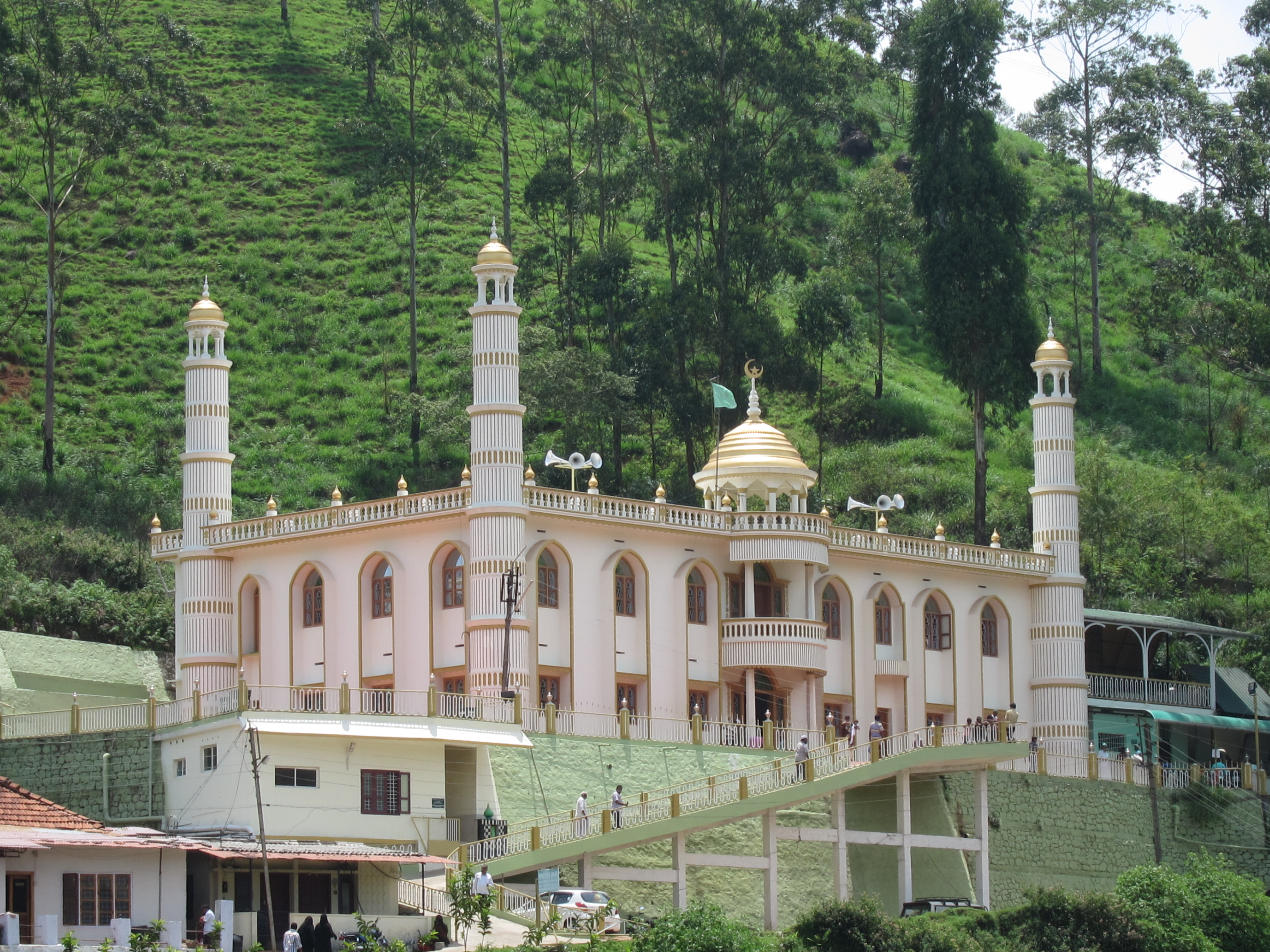
Moschee

Außer der reizvollen landschaftlichen Umgebung, in der mehrere Nationalparks eingerichtet wurden, bietet die Stadt kaum Sehenswürdigkeiten. Historisch und/oder kulturell bedeutsam sind lediglich eine kolonialzeitliche Kirche und eine neuzeitliche Moschee.
Umgebung
- Empfehlenswert ist ein Ausflug in die ca. 40 km nordöstlich gelegene Kleinstadt Marayoor, in deren Umgebung sich mehrere Dolmen bzw. dolmenähnliche Bauten (muniyaras) befinden, über deren ehemalige Bedeutung und Funktion Unklarheit besteht.